# Drapetis maculata
Drapetis maculata är en tvåvingeart som först beskrevs av Macquart 1823.  Drapetis maculata ingår i släktet Drapetis och familjen puckeldansflugor.
Artens utbredningsområde är Frankrike. Inga underarter finns listade i Catalogue of Life.